# الدوري الفرنسي لكرة السلة الدرجة الأولى 1986-1987
الدوري الفرنسي لكرة السلة الدرجة الأولى 1986-1987 (بالفرنسية: Championnat de France de basket-ball 1986-1987)‏ هو الموسم 65 من الدوري الفرنسي لكرة السلة الدرجة الأولى. كان عدد الأندية المشاركة فيه 23، وفاز فيه إيلان بيرن باو لاك أورثيز. 